# 浸信宣道會呂明才小學
浸信宣道會呂明才小學（英語：Conservative Baptist Lui Ming Choi Primary School），為香港觀塘區一所津貼小學，於1983年創校，2011年遷入現址。

## 歷史
此校於1983年創立，當時的校舍位於同區的啟業邨二期，為一所半日制小學，其後於2003年改為全日制至今。
因原有校舍樓宇老化，加上空間不足以重建，此校於2008年申請彩霞道擬建校舍重置，並獲批准。隨著新校舍於兩年後落成，此校亦遷入現址上課。

## 校政管理

### 歷任校監
- 杜嘉麗女士（Ms. M. E. Douglas）[4]
- 廖亞全先生[5]（約2000年代內；本身為宣道會陳朱素華紀念中學校長，後出任辦學團體主席）
- 鍾志杰先生

### 歷任校長

#### 上午校
- 龐磐傑先生[6]（1983年–？，創校校長；由同系明基小學調任）
- 麥潔瑤女士（？–2003年，上午校末任校長，後過渡為全日制首任校長；2021年逝世）

#### 下午校
- 張梁薇薇女士[4]
- 麥潔瑤女士（後轉任上午校及全日制校長）
- 盧務潔女士[7]
- 李梁家麗女士[8]（？–2005年，下午校末任校長）

#### 全日制
- 麥潔瑤女士（2003年–？，全日制首任校長）[9]
- 楊健德先生

### 歷任副校長
- 何柳甜女士
- 吳秀文女士

## 校舍

### 彩霞道現存校舍
此校現存校舍為一座後千禧校舍，佔地6,330平方米，設30間課室及各類特別室。
校舍由呂元祥建築師事務所設計，並由興勝創建承建，於2011年竣工。

### 啟業邨舊校舍
此校舊址位於啟業邨內，為一座標準小學校舍，佔地少於3,000平方米，設有24間課室及少量特別室。
自2011年現存校舍啟用後，原有校舍隨即騰空及交還房屋署。目前，該校舍暫時出租予香港青少年軍總會，用作該制服團體的總部。

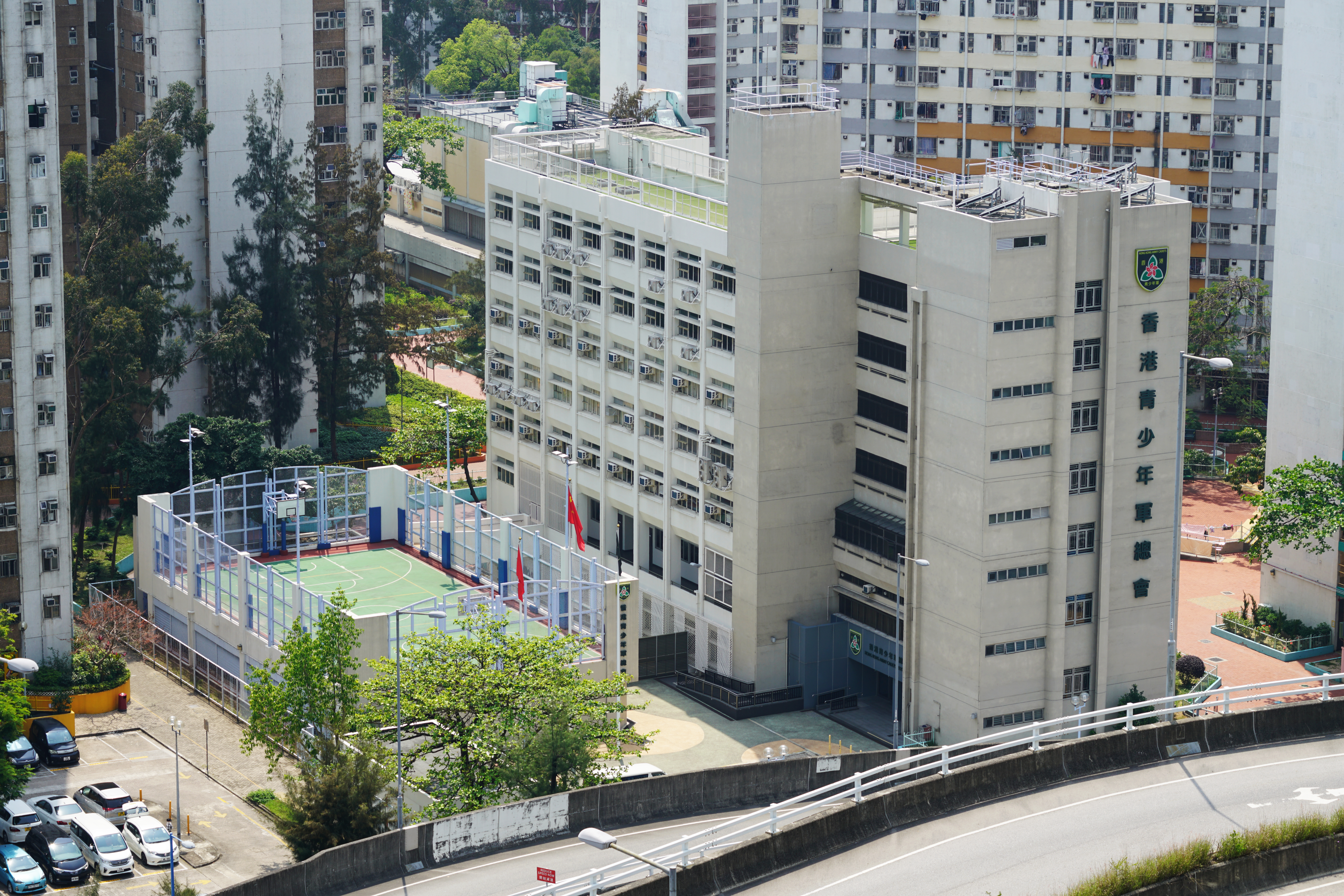
已改作香港青少年軍總會大樓的舊校舍

## 軼事及事件
- 在此校重置校舍分配期間，同區的香港道教聯合會雲泉學校亦有份競投，但不果，直至十年後才投得位於秀茂坪的另一座擬建校舍作重置[12]。

## 著名/傑出校友
- 陳山聰（1989年小六）：香港男藝人[註 1]
- 馬軼超，MH（1990年下午校小六）：觀塘區議會區議員[13]
- 謝廷駿，MBG（1990年小六）：2010年菲律賓馬尼拉人質事件殉職領隊
- 洪智傑（1991年小六）：前香港男子組合EO2成員
- 楊淇（楊美玲，1997年小六）：香港女演員
- 區諾軒（1999年小六）：香港立法會議員、香港南區區議會利東一選區議員及香港中文大學、香港城市大學專上學院社會科學部客席講師
- 李雯希：香港女歌手、主持和演員[註 2]

## 外部連結
- 浸信宣道會呂明才小學網頁 （页面存档备份，存于）